# 克里斯多夫·麥肯迪尼斯
克里斯托弗·強生·麥肯迪尼斯（英語：Christopher Johnson McCandless，1968年2月12日—1992年8月18日），是一名美国的理想行动主义者，带着少量的的食物和装备徒步进入阿拉斯加荒野地带，试图在那里过一段时间的隐居生活。在那里生活了大约5个月后，他在迪纳利國家公園和保留區附近死于饥饿。1996年，乔恩·克拉考尔写了一本关于克里斯托弗生活的书《走入荒野》（Into the Wild），此书促使一部同名电影在 2007年上映（艾米爾·荷許饰演麥肯迪尼斯）。

## 早年生活
麦坎德斯出生在加利福尼亚州南部，6岁以前他都住在艾尔斯冈杜。1976年，当他父亲沃尔特·麦坎德斯在美国国家航空航天局找到一份天线技术员的工作后，他和他妹妹卡琳一起随父母搬到了弗吉尼亚州的安纳达尔，位于费尔法克斯县，那里是华盛顿特区郊区的富人居住区。他的母亲，威廉敏娜·“比莉”·约翰逊是沃尔特曾经工作过的一个名叫休斯飞机公司里的秘书。后来她帮助沃尔特在安纳达尔开了家成功的咨询公司（家族式）。尽管麦坎德斯家在经济财政上很成功，但家庭内部情感却愈加混乱严重。沃尔特和比莉经常吵架，偶尔这些争吵会变成言语上的相互辱骂和对身体上的攻击行为，有时候他们甚至谈到了离婚。克里斯在加利福尼亚还有一些父親第一段婚姻所生的異母兄姊，山姆、史黛西、夏瓦納、雪莉及山儂，一位同父異母的弟弟奎恩。当克里斯和卡琳出生时沃尔特还没有跟他第一任妻子离婚，直到一年夏天去加利福尼亚旅行时克里斯才知道父亲的这些事。
在克里斯很小的时候，老师就发现他有着不同寻常的坚强意志。随着他的长大，他把他的坚强意志和一种极度理想化，并对物质生活的忽略主义结合了起来。在克里斯读高中时, 他曾担任乡村徒步穿越队的队长，他极力主张让队员把跑步看成一种精神上的历练，让大家“用跑步来战胜黑暗的力量......战胜世上所有的魔鬼，所有的憎恨。”
1986年，克里斯从 W.T. 伍德逊高中毕业；1990年，他毕业于乔治亚州亚特兰大的埃默里大学，大学所学专业是历史和人类学。在大学读书期间他爱上了一个叫布莱安娜·凯恩的年轻女孩。但布莱安娜最终还是离他而去。他较好的中产阶级家庭背景和较高的学历掩盖了他对他所看到的空虚的美国社会里物质至上主义日益增长的蔑视心理。在他大三时，他拒绝加入美国大学优等生荣誉协会，他认为那些所谓的荣誉和头衔根本不重要。麦坎德斯受到杰克·伦敦，列夫·托尔斯泰，威廉·亨利·戴维斯和亨利·戴维·梭罗的深刻影响，他渴望离开被框架好的现实社会去过一种梭罗式的隐居生活。

## 在路上
1990年他毕业后，他把家里给他作大学最后2年一共4万2000美元的生活费中攒下来的2万4000美元全部捐给了一个叫做樂施會的慈善机构，然后他开始以“亚历山大·超级浪人”的名字旅行（克拉考尔在原著中标注了这个名字来自威尔士的作家W.H.戴维斯1908年出版的小说《一个超级浪人的自传》）。麦坎德斯穿越了亚利桑那州，加利福尼亚州和南达科他州，他还在南达科他的一个谷仓里工作过一段时间。他过着有时打工，有时身无分文，有时也不与任何人接触的生活，但他总是能搞到一些吃的。他遇上了一次洪水暴发，但他活了下来，他遗弃了他的達特桑轿车（其实那辆车只受了轻微的损坏而且后来被当地警察重新利用）并且把汽车牌照拆了。他还独自划独木舟沿科罗拉多河直到加利福尼亚湾。麦坎德斯对自己能够在极少的装备，匮乏的资金以及很少的准备的情况下在野外生存下来感到自豪。
多年以来，麦坎德斯所梦寐以求的“阿拉斯加冒险”生活——独自生活在远离现代文明的土地上，开始通过面对大自然力量来提升自己身体和精神层次的旅程。1992年4月，麦坎德斯通过搭便车的方式到达了阿拉斯加州的费尔班克斯。他生前最后一次出现在人们的视线中是那次詹姆斯·加里恩开车把他从费尔班克斯送到史坦必德小径。加里恩回忆说他记得这个人自称叫“亚历克斯”，只带了极少的补给（他甚至连个指南针都没有），而且没有任何在阿拉斯加荒野地区生存的经验。加里恩多次劝他延后他的旅行计划，还说甚至愿意带他去安克拉治买了合适的装备和补给再上路。但是麦坎德斯没有理会加里恩的警告，除了答应拿双长筒胶鞋，两个鮪魚三明治和一包玉米片以外，其他所有东西都不要。在1992年4月28日，加里恩最后只能把他送到史坦必德小径的尽头让他下车。
在独自走完史坦必德小径那段被积雪覆盖的路后，麦坎德斯在迪纳利國家公園附近的一个杂草丛生的斜坡上发现了一个被遗弃的旧巴士（63°52′5.96″N 149°46′8.39″W / 63.8683222°N 149.7689972°W），他把它作为自己的住所，并在附近打猎，开始了他的荒野生活。他带了一袋10磅重的大米，一把雷明顿牌半自动步枪和400發.22 LR口径的中空彈，一本介绍当地植物的书，还有些其他的书以及一些露营装备。他认为自己可以通过吃当地植物及打猎为主要食物来源。尽管他缺乏打猎的经验，但他还是成功的猎到了一些豪猪和鸟类。有一次他猎杀了一头驼鹿，可他没能成功地把鹿肉做成易保存的腌制肉，肉全部都坏掉了。阿拉斯加当地人通常的做法是只要将肉切成细片，再自然风干就可以了，而他却是用在南达科他州认识的猎人告诉他的方法：用烟熏。
他的旅行日记一共记录了113天。这些日记随着麦坎德斯多变的命运一起从狂喜的心情写到冷酷的现实。7月时，也就是他在巴士里生活了几个月后，他准备离开这里了，但后来他发现回去的路已经被特克拉尼卡河给淹没了，他没想到这条在4月份还是很浅的河的水位现在涨高了许多而且水流也变得湍急了。事实上，在离他落水的地方四分之一英里远的地方有个手动往復式索道可以帮助他过河。但不幸的是，麦坎德斯所有的导航工具只是一张在一个加油站找到的破破烂烂的没有详细地形信息的公路地图，他也就没能抓住这次本可活命的机会。
在同年8月12日，麦坎德斯在日记里写下了最后几个字：“美丽的蓝莓”。他撕掉了路易斯·拉摩的回忆录《流浪汉的教育》的最后一页，上面有一首摘自罗宾逊·杰弗斯的诗 --《智者于劫》：
|  | Death's a fierce meadowlark: but to die having made something more equal to centuries. Than muscle and bone, is mostly to shed weakness. The mountains are dead stone, the people Admire or hate their stature, their insolent quietness,the mountains are not softened or troubled and a few dead men's thoughts have the same temper. |

在该页的另一边，麦坎德斯加了一句：“感谢主，我过得很快乐，再见，愿主保佑你们！”
当他的尸体在巴士中的睡袋里被发现时，他已经瘦得只有大约67磅（30）重了。那时他已经死去超过两星期。官方说法是说他死于饥饿。但传记记者乔恩·克拉考尔认为是另外两个因素导致了麦坎德斯的死亡。首先，他因为营养摄入不均衡而走向了众所周知的“兔子饥饿”，即几乎只吃瘦肉导致的蛋白质中毒。但克拉考尔强调，饥饿并不是已被证实的导致麦坎德斯死亡的唯一原因。在一开始，克拉考尔声称麦坎德斯可能食用了有毒的块茎（山岩黄耆）。但是，多次试验室化验并没有发现在麦坎德斯所吃的食物中含有任何有毒性的生物碱。因此，在较后些版本的书中，克拉考尔推测可能是麦坎德斯所食用的块茎上长了某种有毒的真菌（丝核菌），让他本来已很虚弱的身体状况加速恶化并最终导致其饥饿死亡。唯一能证明克拉考尔的说法的是在7月30日麦坎德斯的旅行笔记上的一句话：“极度虚弱（原文可能有拼写错误），就因为那罐该死的块茎……”

## 文化影响
克拉考尔的书让克里斯托弗·麦坎德斯成为很多人心中的英雄人物。在2002年里，在史坦必德小径的那辆麦坎德斯曾住过的废弃巴士（142号）变成了一个旅游景点。西恩·潘导演的电影《走入荒野》也是根据乔恩·克拉考尔的原著改编，该片于2007年9月上映。在 2007年10月，一部由独立制片人罗恩·拉莫特拍摄的关于麦坎德斯旅行的纪录片《荒野的呼唤》上映。麦坎德斯的故事还被电视剧《千年追凶》作为其中一集的情节，同样以此为灵感来源的还有 Biosphere 乐队的专辑《Cirque》，还有 Ellis Paul，Eddie from Ohio 乐队，Harrod and Funck 以及 Eric Peters 他们创作的一些民谣歌曲。
与克拉考尔及许多对麦坎德斯的经历产生共鸣和同情的读者不同，很多阿拉斯加人对将麦坎德斯命运浪漫化抱着消极的态度。因为是他自己选择不去买地图和指南针（而这些却是大多数人在相同情况下都会考虑携带的基本物品），而且麦坎德斯完全没注意到在距离他试图过河的地方四分之一英里远处有个手动往復式索道可以帮助他穿过这条难以通过的河流。如果他知道这一点，他根本就不会死。加之，在巴士附近几英里远的地方还有个提供紧急补给的棚屋。尽管在拉莫特的纪录片中那个棚屋早就破破烂烂，里面可供麦坎德斯使用的补给基本都没有用了。迪纳利國家公園的巡逻长官肯·克赫尔否认了关于麦坎德斯被国家公园服务机构认为是嫌疑犯一说。在大多数不赞成麦坎德斯这种行为的人中间最为温和的观点是认为他只是个缺乏常识的人，也就是在没有充分的计划和准备的情况下独自冒险进入荒野地区，而这一切便注定了他悲惨的结局。
阿拉斯加州公园巡逻官彼特·克里斯蒂安这样写道：“我经常看到那些被我称之为‘麦坎德斯现象’的家伙，他们大多是一些年轻人，从大老远来阿拉斯加挑战自我，独自对抗那些偏远得都不可能进行快速救援的荒野地区。以我的观点来看麦坎德斯的行为，你很快会发现他所做的连鲁莽的冒险都算不上，而是彻头彻尾的愚蠢，可怜和自负。起码一点，他只用一点点时间去学习如何在野外生存。当他到达史坦必德小径时身上甚至连张该地区的地图都没有。如果他有张好的地图，他也许还能自己走出困境。所以说从本质上来说，克里斯·麦坎德斯纯粹就是想自杀。”
麦坎德斯生前最後待的廢棄巴士「費爾班克斯142號巴士」（Fairbanks Bus 142）隨著電影播出而爆紅，有些影迷特地遠赴阿拉斯加朝聖該輛巴士，但因巴士所在地相當偏遠，離最近的城鎮約50公里，並非完善規劃的旅遊景點，且需跨過湍急的提克蘭尼卡河（Teklanika River），歷年來已造成15起搜救事件，有2人被河水沖走。阿拉斯加當地政府有鑑於每次搜救需耗費龐大資源與社會成本，為防止遊客繼續前往，在和自然資源部協調後，2020年6月18日由陸軍國民警衛隊派出一架CH-47契努克（Chinook）直升機將該巴士吊離現場。同年7月30日，阿拉斯加州自然資源部宣佈將此輛巴士安置在費爾班克斯的阿拉斯加大學北方博物館（Museum of the North）保存展示。

## 外部連結
- The Road Chose Me（页面存档备份，存于） - A personal account of hiking into the magic bus, July 2009.
- Wikimapia （页面存档备份，存于） - Detrital Wash site where McCandless camped and abandoned his car after the wash flooded.
- Google Earth Community （页面存档备份，存于） - Aerial photo of the Magic Bus, Google Earth Overlay of the region and downloadable KMZ file.
- Dispatches from the Wild - Excerpts of McCandless's own articles published in the Emory Wheel student newspaper.